# Martha McMillan Roberts
 (juillet 2020).
Si vous disposez d'ouvrages ou d'articles de référence ou si vous connaissez des sites web de qualité traitant du thème abordé ici, merci de compléter l'article en donnant les références utiles à sa vérifiabilité et en les liant à la section « Notes et références ».
Pour les articles homonymes, voir Roberts et McMillan.
Martha McMillan Roberts (1919-1992) est une photographe américaine.

## Biographie
McMillan est reconnue pour ses photographies sociales lorsqu'elle était employée par la Farm Security Administration.